# Andrews Air Force Base
Pour les articles homonymes, voir Andrews et ADW.
L'Andrews Air Force Base est la base aérienne (code IATA : ADW • code OACI : KADW) de la United States Air Force (USAF) connue pour héberger les deux Boeing VC-25, l’un des deux ayant le nom de code « Air Force One » quand le président des États-Unis est à son bord.
La base se situe dans le comté du Prince George dans le Maryland et à environ 15 km au sud-est de Washington, D.C..